# Aire protégée nationale du Changthang
L'aire protégée nationale du Changthang (chinois : 羌塘国家级自然保护区 ; pinyin : qiāngtáng guójiā jí zìrán bǎohù qū ; litt. « aire protégée naturelle de niveau national du Qiangtang », ou anglais : Changthang National Protected Area) est une réserve naturelle établie en 1993 puis une aire protégée nationale depuis 2000, couvrant une grande partie du Changtang, situé dans la région autonome du Tibet, au Sud-Ouest de la république populaire de Chine. C'est la seconde plus grande réserve terrestre au monde.

## Histoire
L'aire protégée du Changthang a été établie réserve naturelle (réserve naturelle du Changthang) en 1993. et élevé au rang d'aire protégée nationale depuis 2000.
C'est la seconde plus grande réserve terrestre au monde

### Braconnage et protection
Les braconniers opèrent la nuit dans la réserve[réf. nécessaire] et chassent principalement les antilopes.
Dans les années 1990, la population étaient de 75 000 en Chine, contre une population estimée à 1 million, un siècle auparavant. En 2015, le gouvernement local établi 73 stations de contrôle et embauché 780 agriculteurs et bergers pour patrouiller sur le site, ainsi que gérer et protéger la zone, avec un investissement de 300 millions de yuans (43 millions de dollars).
Depuis 2015, la région a mobilisé un budget de 300 millions de yuans pour la construction de 73 stations de gestion, la formation de 73 équipes de terrain, et le recrutement de 780 agriculteurs et bergers locaux dans le programme de préservation de la réserve.
Il est difficile cependant de contrôler le braconnage dans les réserves nationales en Chine, pratiqué principalement pour la consommation de viande ou la confection de produits artisanaux, car si la possession d'armes à feu est officiellement interdite en Chine depuis 1995, un certain nombre de minorités ethniques disposent d’armes à feu artisanales pour la chasse.
En mai 2017, pour renforcer sa politique de protection du parc, le bureau forestier de la Région autonome du Tibet a interdit de traverser la réserve pour emprunter les routes vers la réserve sur la route Altunau dans la région autonome ouïghoure du Xinjiang et la réserve naturelle nationale de Qinghai-Hoh Xil dans la province du Qinghai, toutes deux voisines, demandant aux agence de tourisme de respecter la réglementation,.
En juillet 2017, les autorités chinoises annoncent que le nombre d'antilopes dans la région a dépassé 200.000 têtes,

## Description
Avec ses 298 000 km2, c'est la deuxième plus grande réserve naturelle au monde, après le parc national du Nord-Est-du-Groenland au Danemark. Le plateau se situe à 5 000 mètres d'altitude en moyenne, entre 4 300 et 5 100 m. Elle est classée dans la catégorie VI de l'Union internationale pour la conservation de la nature.
La réserve comporte également de nombreux lacs alpins que beaucoup d'espèces animales choisissent comme lieux de reproduction.

## Faune
Espèces animales peuplant l'aire protégée nationale du Changtang :
- Antilope du Tibet (latin : Pantholops hodgsonii), également appelée tchirou ou chirou ou encore chiru.
- Argali (latin : Ovis ammon).
- Gazelle à queue blanche, ou gazelle de Daourie (latin : Procapra gutturosa)
- Kiang (latin : equus kiang) ou âne sauvage du Tibet
- Yak (latin : bos grunniens)

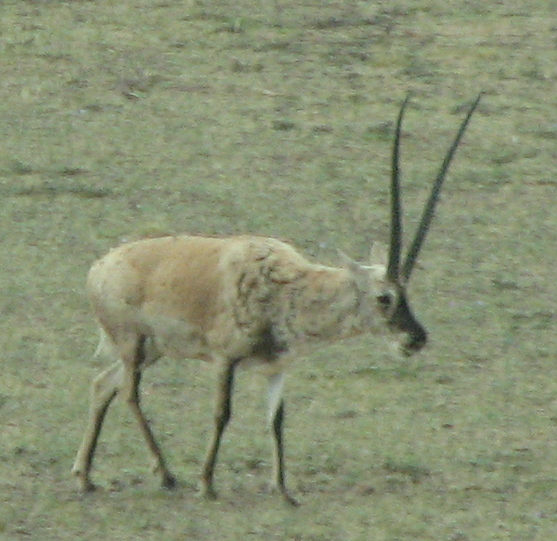
Antilope du Tibet
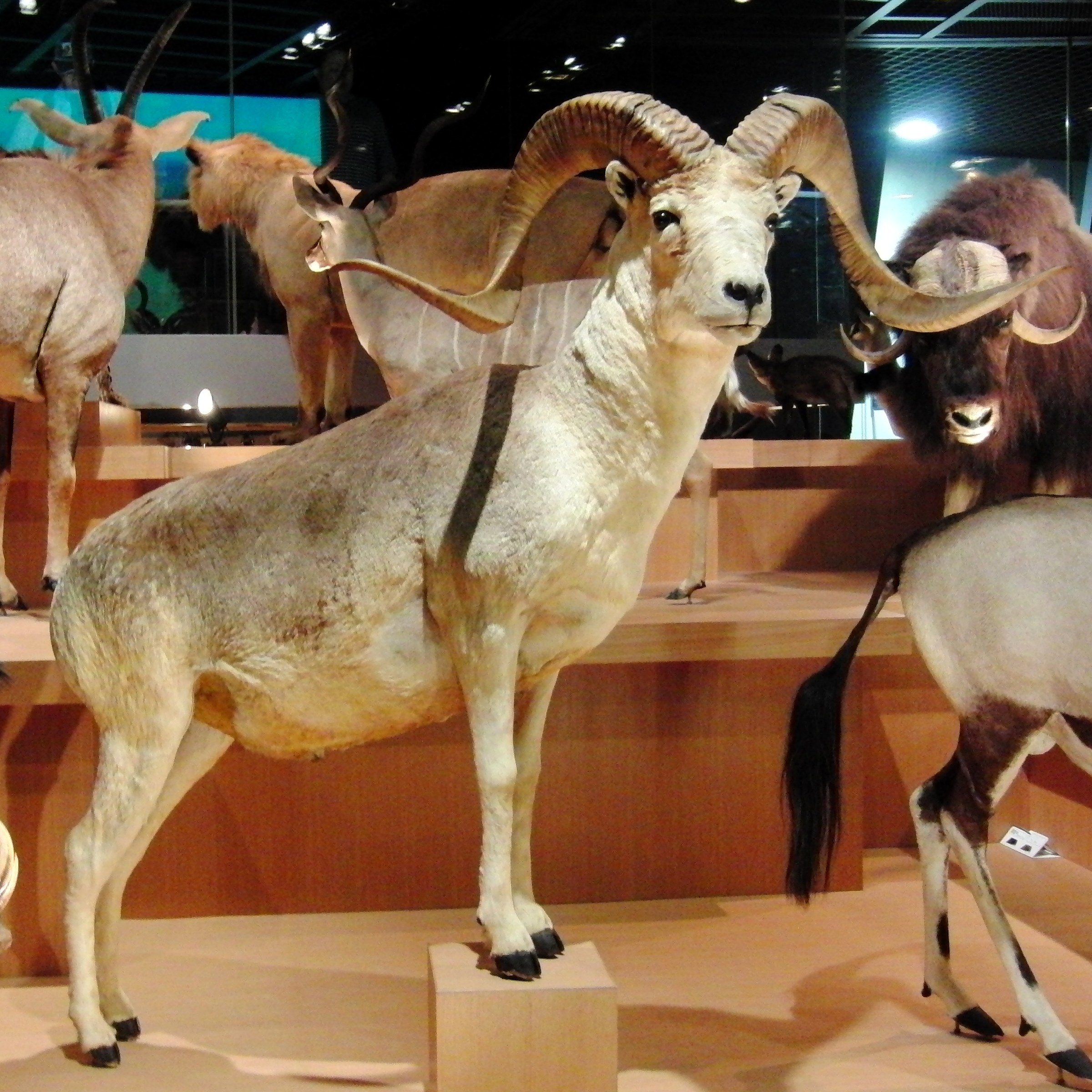
Argali
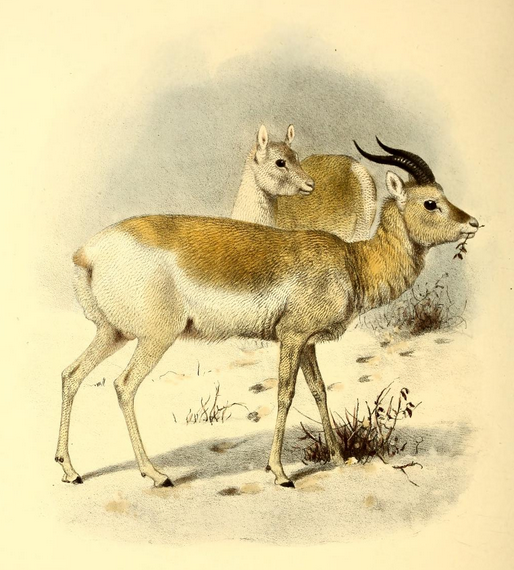
latin : Procapra gutturosa
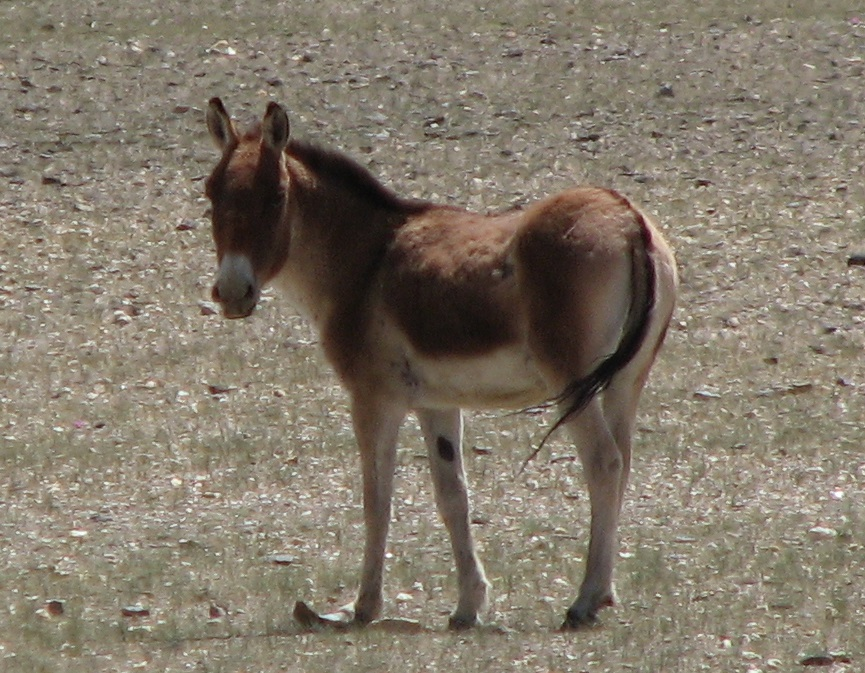
Kiang
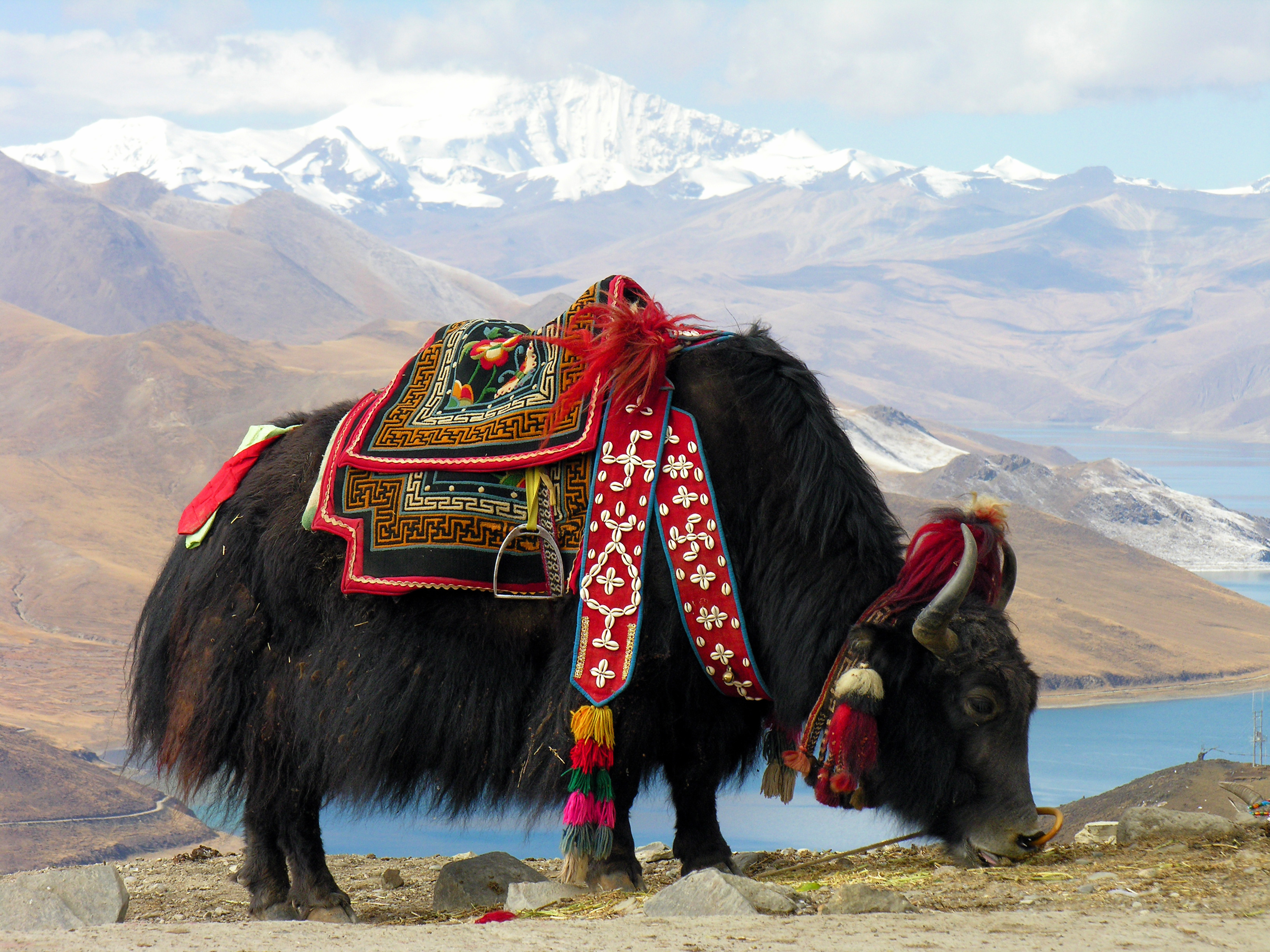
Yak